# Duhemia metachrostina
Duhemia metachrostina är en fjärilsart som beskrevs av Charles E. Rungs 1943. Duhemia metachrostina ingår i släktet Duhemia och familjen nattflyn. Inga underarter finns listade i Catalogue of Life.